# Усадьба Елисеева
Усадьба Елисеева — фрагментарно сохранившаяся усадьба в деревне Белогорка Гатчинского района Ленинградской области. Возникла в начале XIX века, перестроена в начале XX века. Образец усадебного строительства России эпохи модерна. Объект культурного наследия регионального значения.
Расположена на берегу реки Оредеж. Рядом с усадебным домом расположена плотина, ниже по течению реки находится памятник природы регионального значения Обнажения девона на реке Оредеж у поселка Белогорка.

## История
Территория, занимаемая усадьбой, не была освоена до конца XVIII века. На противоположном берегу реки располагается деревня Новосиверская, первое документальное упоминание о которой содержится в Новгородской писцовой книге 1499 года. До 1796 года включительно деревня Новой Сиверской входила в состав земель Рождественской волости Царскосельского уезда. В январе 1797 года территория на южном берегу Оредежа, напротив Новосиверской, была пожалована Павлом I полковнику П. Ф. Малютину, который в том же году продал её надворному советнику Францу Францевичу Белю, который решил обустроить здесь усадьбу — Горка. В названии впоследствии сохранилась фамилия основателя усадьбы — Беля (Беля Горка трансформировалось в конце XIX века в Белогорку).
В начале XIX века на крутом берегу реки, укреплённом подпорной стеной, был построен деревянный барский дом. Вдоль берега с запада на восток был разбит небольшой пейзажный парк, созданный на основе естественного леса. Перед барским домом, образуя парадный двор, находились служебные и хозяйственные постройки. За ними располагались огороды, теплицы, оранжереи, мучная мельница «о трех поставах» на реке. Площадь имения на 1811 год составляла 2844 десятин 2170 кв. саженей. После смерти Ф. Ф. Беля в 1830-х годах имение наследовали его потомки. Начиная с 1875 года имение неоднократно меняло владельцев.
Летом 1885 года на даче в усадьбе Белогорка жил Илья Репин, где работал над картиной «Приём волостных старшин Александром III во дворе Петровского дворца в Москве» и «Отказ от исповеди».
В 1897 году усадьбу с торгов на аукционе приобрел Александр Елисеев, представитель знаменитой купеческой династии и торговой фирмы Елисеевых, в качестве подарка для своей дочери Елизаветы. При Елизавете Александровне Новинской, урождённой Елисеевой, во втором браке Фоминой, был создан новый усадебный ансамбль.
Первоначально в восточной части мызы, на окраине парка построили каменную церковь Николая Чудотворца. Строительство велось с 1904 по 1906 годы по проекту архитектора Степана Овсянникова:234 (двоюродного брата хозяйки усадьбы). Рядом с храмом в 1905 году были возведены двухэтажный деревянный дом священника и здание школы (двухклассного народного училища). Затем появились электростанция на реке Оредеж (до 1906), молочная ферма (до 1910), казарма для рабочих (до 1910), сторожка (1911), кирпичный завод (1910), группа дач и жилых домов к западу и востоку от главной композиционной оси усадебного комплекса.
В 1910—1912 годах на месте старого господского дома по проекту петербургского архитектора Владимира Тавлинова:294 построен новый дом, в стиле северного модерна. Для своего времени дом был очень хорошо оснащен технически: имелись водопровод, канализация, отопление, вентиляция, подведено электричество.
Небольшой партерный парк, с центральной аллеей и сдвоенной посадкой деревьев по бокам от нее, железной оградой и воротами, расположился к югу от усадебного дома. Особенность парка была в необычном способе посадки деревьев. Саженцы выкапывали из земли, подрезали ветки и корни, переворачивали и закапывали крону в землю, оставив корни наверху. На корнях появлялись листья, побеги, а бывшие ветви становились корнями. Их кроны подрезали, создавая шарообразную форму. Наряду с лиственными деревьями, было посажено и несколько елей, но у хвойных, в отличие от лиственных, шанс прижиться при такой пересадке – один к тысяче, тогда как у лиственных выживает примерно каждый пятидесятый саженец.
К западу от усадебного дома был комплекс деревянных коммерческих дач. Вся южная и юго-западная часть перед усадебным домом была застроена хозяйственными постройками.
Помещичий уклад отличался высоким уровнем ведения хозяйства. На образцовой молочной ферме содержалось стадо коров и быков голландской породы, состоявшее из 75 голов. В 1907—1913 годах в усадьбе ежегодно проводились сельскохозяйственные выставки, устраиваемые Петербургским губернским отделением Всероссийского общества птицеводства.

### После 1917 года
В 1917 году имение было национализировано. В усадьбе была организована сельскохозяйственная коммуна, которую возглавил бывший сторож имения Михаил Иванович Старков. В мае 1919 года на основе имения Фоминых был образован совхоз Белогорка, находившийся сначала в ведении Губсовхозов, а с 1922 года Губсельтреста. В июне 1923 года распоряжением Губсельтреста барский дом и 9 дач были переданы в пользование ГУБАНО для устройства детской колонии. К этому времени (с 1920 года) уже 11 дач имения находились в ведении Петроградского Института глухонемых. В августе 1925 года имущество совхоза было закреплено за Северо-Западной областной опытной станцией, которая приспособила помещения главного дома под научные отделы. Здесь в 1929 году расположился Институт опытной агрохимии.

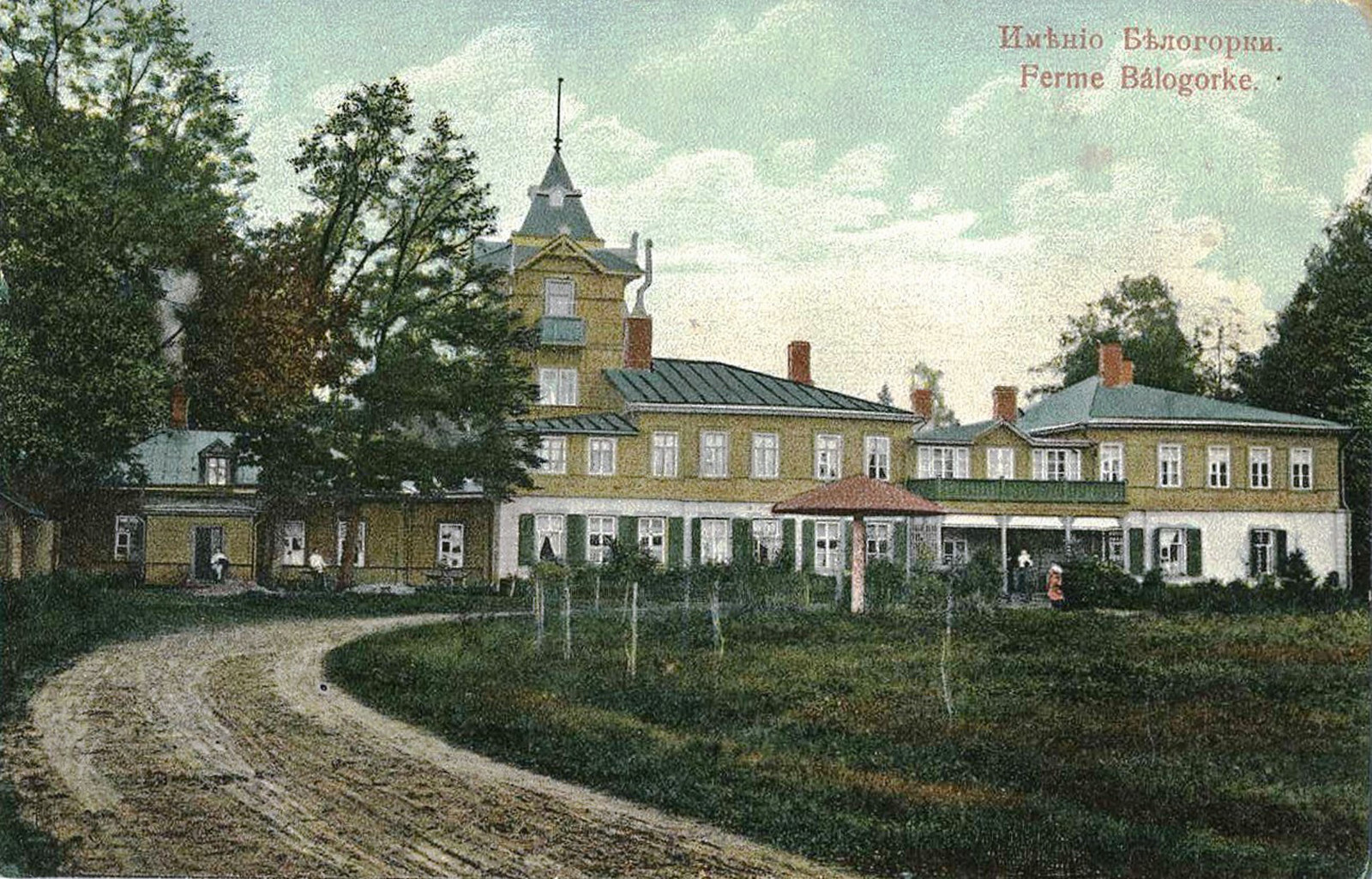
Усадебный дом в начале XX века
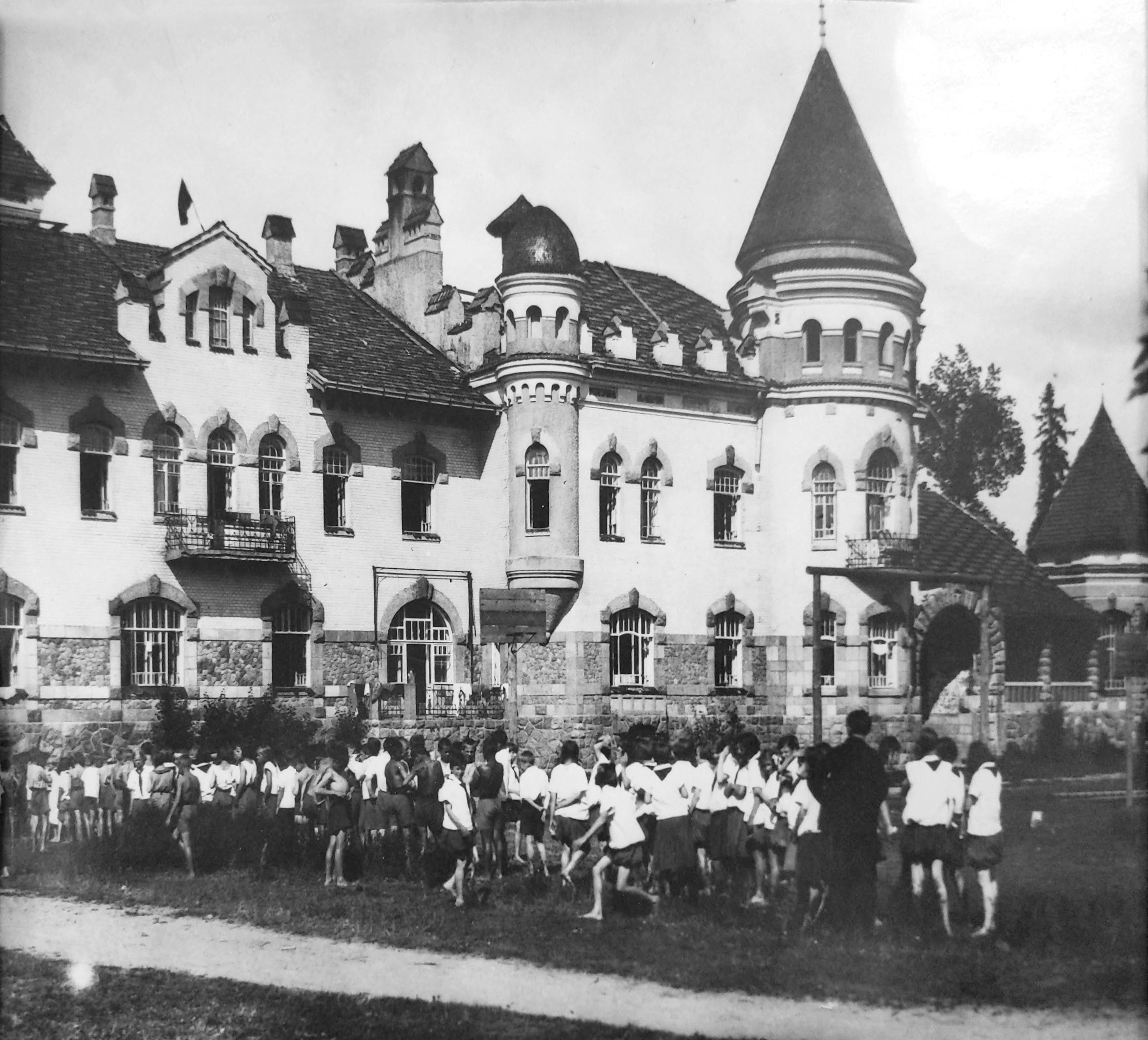
Дети рабочих Кировского завода на отдыхе в Белогорке, 1920-е

Во время войны в усадебном доме размещался штаб разведки 18-й немецкой армии. Часть парка была вырублена, также сгорели две дачи, разрушены кирпичная школа и скотный двор. Во время отступления немецких частей в 1944 году усадебный дом был взорван. Были полностью утрачены интерьеры, разрушены крыша и перекрытия.
После войны в 1945 году в имении функционирует Ленинградская областная опытная станция. В 1948 году в усадебном доме прошли восстановительные работы. С 1 июня 1956 года опытное хозяйство Белогорка Ленинградского областного управления сельского хозяйства переходит в ведение Северо-Западного НИИ сельского хозяйства. В 1956 году в усадьбе было размещено отделение ВАСХНИЛ по нечерноземной зоне. В усадебном доме располагался лабораторный корпус отделения.
В 1972 году Иосиф Бродский работал сезонным рабочим на опытных полях Северо-Западного НИИ сельского хозяйства в Белогорке. В 1983 году решением Леноблисполкома ансамбль усадьбы, включающий усадебный дом, церковь Николая Чудотворца и парк, были включены в список памятников архитектуры Ленинградской области.

### Современность

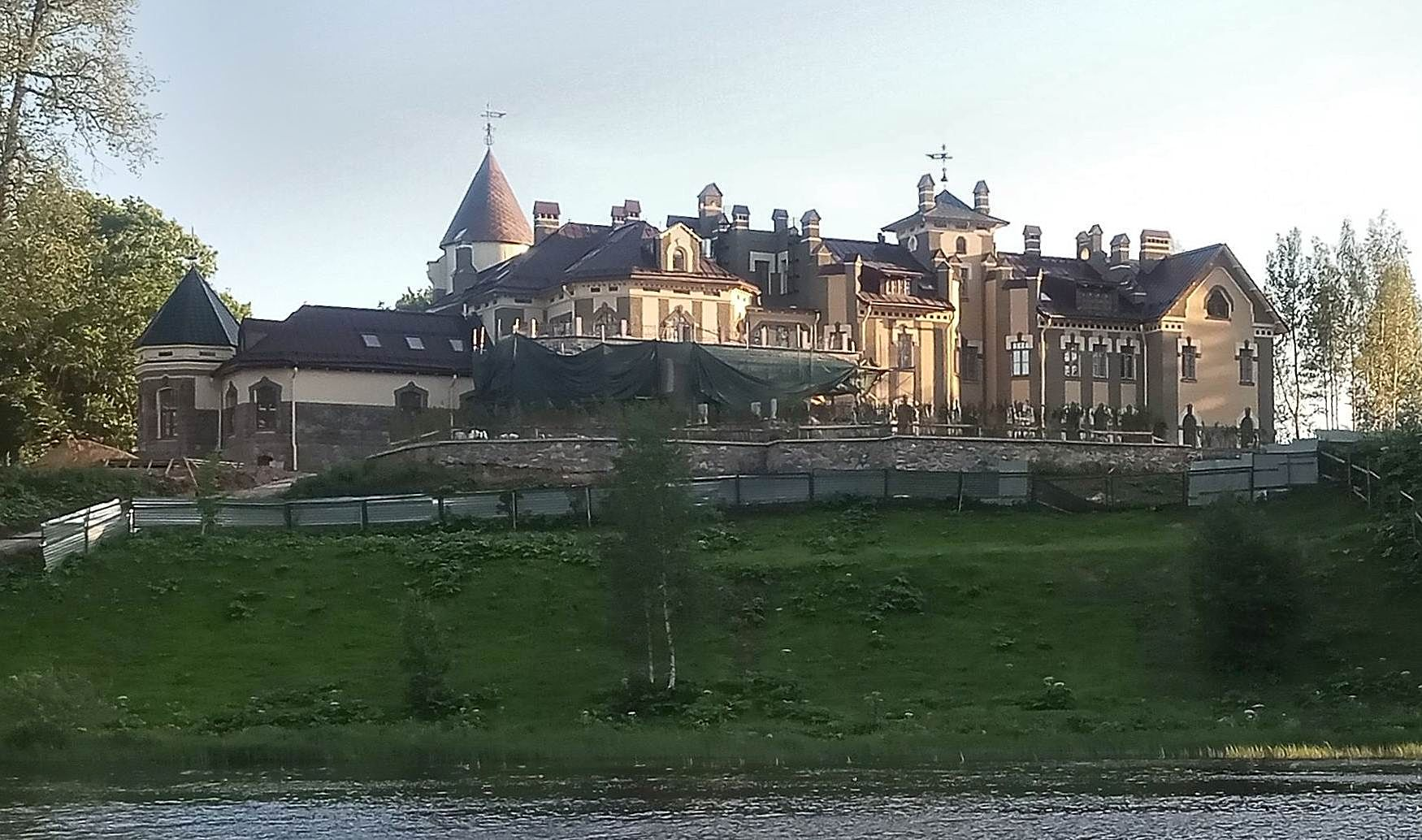
Усадьба Елисеева в процессе восстановления. Июль 2025 года

В 1993 году отделение Северо-Западного научно-исследовательского института сельского хозяйства выехало из дома, после чего здание стало стремительно разрушаться. В 1995 году вышла из строя отопительная система здания. В результате нескольких пожаров была утрачена конструкция крыши и часть кровли. В 2003 году министерство культуры разработало план восстановления усадебного дома и использования его в качестве профилактория для пожилых деятелей театра и кино, но проиграло суд. Руководство НИИ под предлогом задержки зарплаты работникам института «Белогорка» сначала отдало здание под арест, после чего в 2006 году продало его фирме «Юнити». В октябре 2006 года владельцем усадьбы стало ООО "Дом отдыха «Белогорка», которое планировало завершить восстановительные работы к 2010 году и открыть в здании дом отдыха.
В 2018 году была проведена инвентаризация объекта, по результатам которой общее состояние усадебного дома было оценено как аварийное, парка — неудовлетворительное. В 2020 году комитет по сохранению культурного наследия Ленобласти пытался отсудить здание у собственника и приспособить усадьбу под музей, но проиграл суд по изъятию памятника. В ноябре 2021 года Арбитражный суд Санкт-Петербурга и Ленинградской области признал банкротом ООО «Дом отдыха „Белогорка“». В сентябре 2022 года усадьбу и прилегающий участок с торгов приобрело ООО «Оникс» за 38,3 млн рублей. В апреле 2024 года компания-застройщик LAR Development озвучила планы по реконструкции здания под бутик-отель, инвестиции в проект оценивались в 0,5 млрд руб.

## Постройки

### Господский дом
Построен в 1910—1912 годах по проекту петербургского архитектора Владимира Тавлинова в стиле северного модерна. Лицевой фасад — это прямые плоскости стен, завершенные небольшими щипцами. Вертикали цилиндрических эркеров перемежаются круглыми и гранёными башнями с разнообразными завершениями. Выходящий к реке фасад состоит из разновысотных объëмов, этот ритм усиливается и многочисленными дымовыми трубами. Ступенчатость и перепад высот в здании гармонируют с террасами берега. Облицованные светлой керамической плиткой гладкие стеновые плоскости контрастно сочетаются с цоколем, сложенным из грубо отесанных каменных блоков. Из натурального камня выполнены также портал главного входа, оконные проемы и лестница с маршами со стороны реки. До настоящего времени интерьеры не сохранились.
Общая композиция, подчёркивающая многообъëмность дома, высокая угловая башня с шатровым завершением, маленькая круглая башенка, увенчанная куполком, и шатровый световой фонарь над кровлей придают зданию сходство с замком. Местные жители и окрестные дачники называют особняк Елисеевским замком.

### Хозяйственные постройки
Хозяйственный комплекс состоял более чем из 50 построек. В южной центральной части находились конторский дом, каретный сарай, две конюшни, дом конюха, большой навес, замыкавший главную композиционную ось усадьбы, мастерские. Группа построек юго-западной зоны включала — скотный двор, две оранжереи с домом садовника, теплицы, птичник, казарму, молочную ферму с ледником, несколько сенных сараев и сторожку. А юго-восточная группа, вдоль дороги на Дружную Горку, — кирпичный завод, амбар, молотильный сарай, кузницу.
Почти все усадебные хозяйственные постройки были утрачены после 1957 года (электростанция, 4 дачи, кузница, оранжереи, кирпичный завод, конюшни, птичник, каретный сарай, конторский дом, баня, амбар, свинарник, лесопилка, казармы, сенные сараи, навес, мастерские, молотильня, дома садовника и конюха, деревянное ограждение усадьбы). По состоянию на 2022 год сохранилось здание молочной фермы и сторожка.

### Церковь Николая Чудотворца
Построена в 1904—1906 годах по проекту архитектора Степана Овсянникова. Первоначально церковь являлась домовым храмом, а в 1910 году стала приходской. Службы в церкви велись до 1936 года. Затем она была закрыта и использовалась под склад. В середине 1960-х годов храм был приспособлен под местный Дом культуры. Для этого были снесены купола, колокольня и перестроено внутреннее пространство храма. Храм был возвращен верующим в 1993 году. По состоянию на 2022 год церковь частично отремонтирована (без завершения яруса звона колокольни и без пятиглавого завершения храма).

## Парк
Парк занимает площадь 7,4 га, расположен вдоль берега реки Оредеж на плато, переходящем в обрывистый берег. Композиционным центром парка является главный дом усадьбы, с юга перед домом партерный парк с центральной аллеей. К северу от дома расположена смотровая площадка, с которой открываются живописные виды на Оредеж. В годы войны часть парка была вырублена. В советское время на территории усадебного парка к востоку от главного дома было выстроено новое здание Института растениеводства и жилой поселок при нем. По состоянию на 2022 год территория парка запущена, захламлена, зарастает борщевиком. В парке сохранились липы, дубы, березы, пихты и ели возрастом более 150 лет.
По состоянию на 2016 год в парке сохранились две аллеи лип и одна ель, посаженные корнями вверх. Вдоль южной границы поляны сохранилась кованая металлическая решетка на основании из естественного камня с воротами.

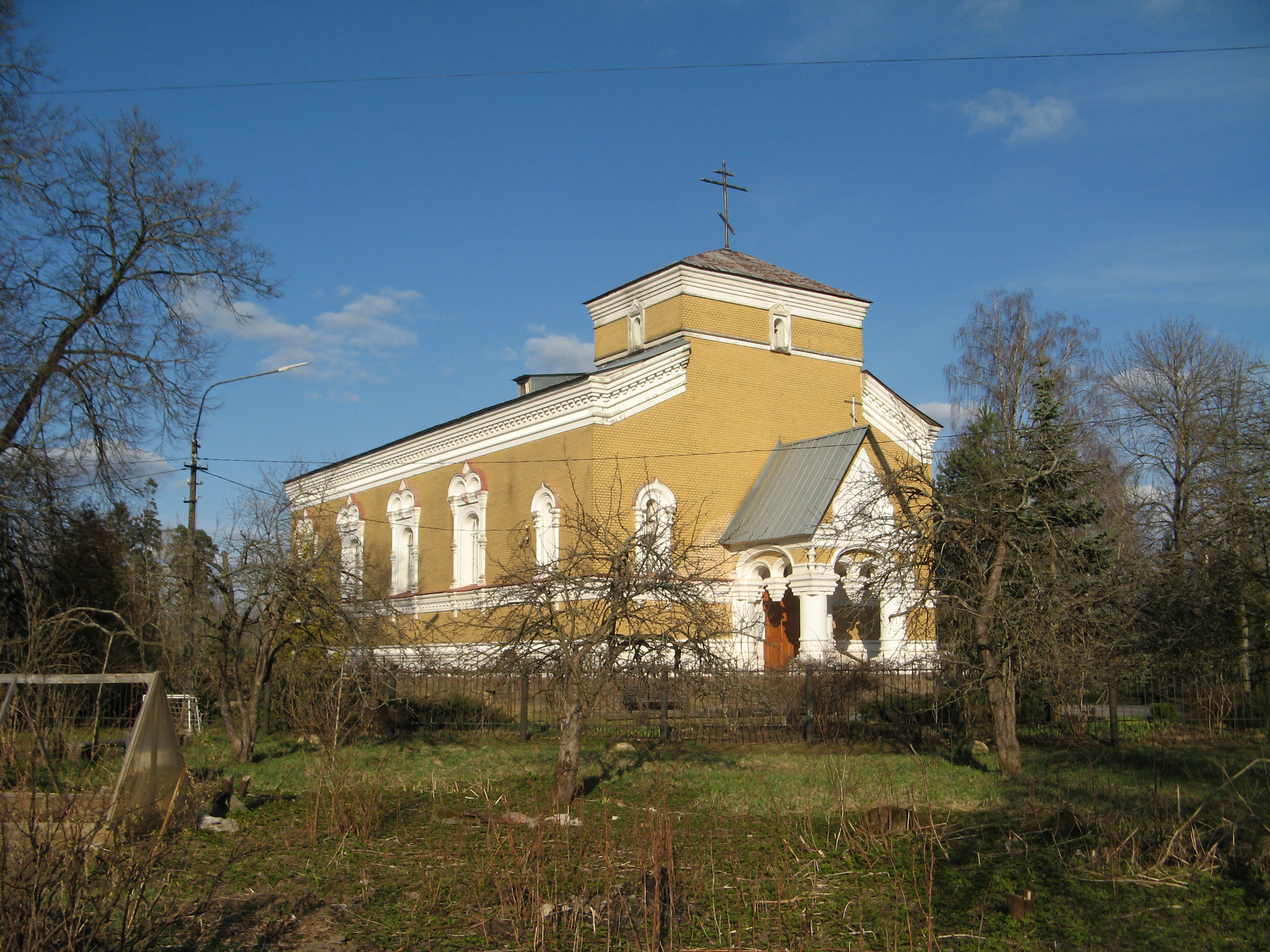
Церковь Николая Чудотворца
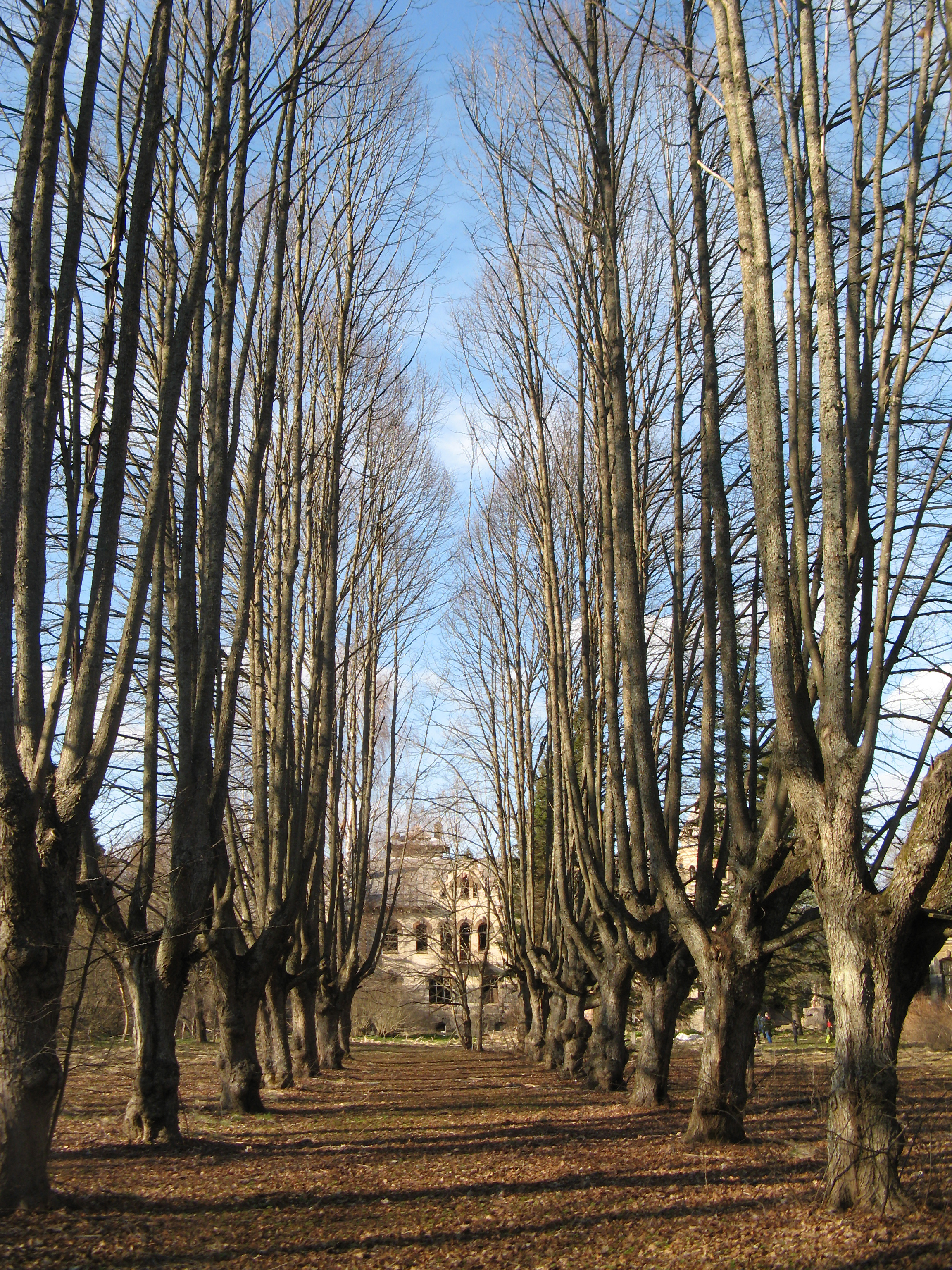
Парк
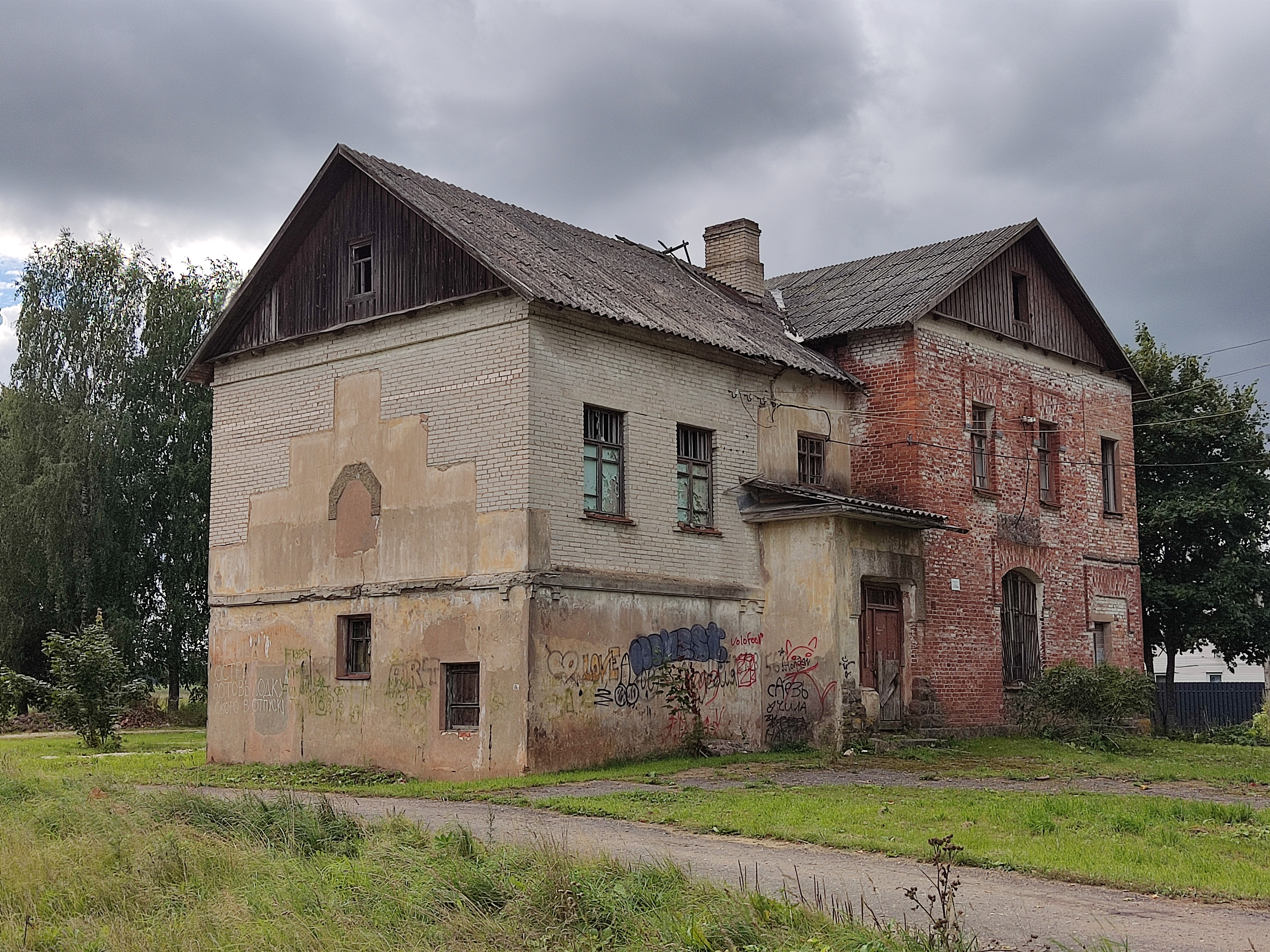
Молочная ферма